# 浅草火力発電所
浅草火力発電所（あさくさかりょくはつでんしょ）は、東京電燈が東京府東京市浅草区浅草南元町（現：東京都台東区蔵前）に設置した発電所。現在も使用されている東日本の周波数50ヘルツの起源になった。

## 概要
1897年（明治30年）、蔵前に建設された。
明治時代のころ東京電燈が運用していた火力発電所は、茅場町などに設置された直流発電機による発電所で、直流送電の特性から小規模分散型を強いられており、次の問題が生じていた。
- 電力需要（特に日清戦争開戦後）が旺盛になり直流発電では賄いきれなくなった
- 商業地近くの密集地に発電所を増設することは、敷地の余裕、公害対策上から問題があった
- 大型交流発電機の性能が向上した

等の理由から、交流発電・送電を前提とした大型火力発電所の計画が立案され、東京電燈浅草発電所が建設されるに至った。
大正時代に入ると、老朽化が進み建て替えが検討され始めた。その矢先の1923年（大正12年）に関東大震災が発生。この被害により、1925年（大正14年）、閉鎖された。浅草での立て替えを断念し、千住に新たな敷地を求め発電所（千住火力発電所）の建設計画が進められた。
2016年（平成28年）時点で、跡地には東京電力パワーグリッド蔵前変電所がある。

## 歴史
- 1893年（明治26年）、着工
- 1895年（明治28年）8月29日、発電所の一部が落成した[2]
  - 同年9月20日、発電所の使用を開始した[2]
- 1905年（明治38年）4月第二期増設工事完工（三本煙突）
- 1923年（大正12年）、関東大震災による被災をもって廃止

## 発電機
発電所に据えられた交流発電機については、石川島造船所（現・IHI）が開発した発電機とドイツ（アルゲマイネ：現AEG）から輸入した発電機が特筆すべきものとして伝えられている。前者は、国産第一号でありながら世界一線級の200kWの出力を誇り、国産技術が成熟しつつあることを証明し、後者は東日本における50Hzの交流周波数を決定づけるものとなった。

## 煙突
発電所の燃料は、引き続き石炭が用いられた。浅草は当時も繁華街であったことから、環境の悪化を防ぐために、61mの高さを持つ煙突が建設され、浅草の名物として親しまれた。折しも浅草公園の名物であった凌雲閣は同一区内で最大の電力利用者であったが、関東大震災で罹災した。
震災で倒壊せず残った三本煙突は、大正15年（1926年）に千住火力発電所へ移設された。新たに建設された1本とあわせ4本になり、後に「お化け煙突」の異名で知られた。

## アート作品
- 久保ガエタン《記憶の遠近法（青焼き図面による）——東から浅草火力発電所、千住まで》（2016年、ICC）[4]